# Das Fräulein von Scuderi (1955)
Das Fräulein von Scuderi ist eine deutsche Literaturverfilmung der DEFA von Eugen York aus dem Jahr 1955. Sie entstand in Kooperation mit der schwedischen Pandora-Film und beruht auf der gleichnamigen Novelle von E. T. A. Hoffmann. Alternative Aufführungstitel waren Die Schätze des Teufels (BRD) und Der Unheimliche von Paris (Österreich).

## Handlung
Paris im Jahr 1680: Bereits zahlreiche Edelleute der Stadt sind einem geheimnisvollen Mörder zum Opfer gefallen. Stets hatten sie Schmuck bei Goldschmied Cardillac anfertigen lassen und waren beim Transport der Geschmeide zu den Damen erdolcht worden. Die Polizei ist ratlos und die Männer der Stadt reichen beim König eine Petition ein, nach der das Kommen und Gehen der Männer von der Polizei streng bewacht werden soll. Nicht zuletzt wurde die Petition von den Ministern des Königs forciert, die hoffen, so ihren Einfluss auf die Edelleute und damit auch auf den König erhöhen zu können. Unter einem Teil der nicht an der Petition beteiligten Männer regt sich jedoch Widerstand, und so lässt der König die Dichterin von Scuderi einen Entschluss fällen. Sie dichtet, dass ein Mann, der auf dem Weg zu seiner Geliebten Angst vor Dieben und Mördern hat, der Liebe der Frau nicht wert sei. Die Petition wird abgelehnt.
Cardillac hat unterdessen erkennen müssen, dass seine Tochter Madelon seinen Angestellten Olivier Brusson liebt. Er entlässt Olivier, der sich heimlich abends mit Madelon vor Cardillacs Haus verabredet. Dort sieht Olivier, wie Cardillac vermummt über einen Geheimgang das Haus verlässt. Er folgt ihm und wird Zeuge, wie Cardillac einen Edelmann umbringt. Er enttarnt ihn, doch Cardillac kann fliehen. Der irrtümlich wegen Mordes festgenommene Olivier wird freigelassen, als ein Zeuge aussagt, dieser sei erst zum Tatort gekommen, als der Edelmann bereits tot war. Wenig später kommt Cardillac zu Olivier und bittet ihn, wieder in seine Dienste zu treten. Auch einer Heirat mit Madelon steht nun nichts mehr im Wege. Cardillac eröffnet Olivier, dass er einen Grund für die Morde habe. Einst habe ein Edelmann von seinem Vater ein Geschmeide anfertigen lassen. Mit dem Geschmeide machte er Cardillacs Mutter gefügig, während der Vater aus dem Haus war. Am nächsten Tag kam der Edelmann wieder und verlangte das Geschmeide zurück, das nur ein Pfand für die eine Nacht gewesen sei. Der wütende Vater stürzte sich auf den Edelmann und wurde vor den Augen Cardillacs ermordet. Seither tötet Cardillac die Männer, die mit seinem Schmuck Frauen bezwingen wollen. Die so wieder geholten Schmuckstücke bewahrt er in einem Kellergewölbe auf und zeigt das Versteck auch Olivier. Der muss Cardillac versprechen, niemandem von diesem Geheimnis zu verraten.
Cardillac hat für die Heilige Maria ein Diadem angefertigt, entscheidet sich jedoch, dieses Mademoiselle de Scuderi zukommen zu lassen. Olivier überbringt es ihr anonym, doch zeigt sich die Scuderi irritiert, da ein beigelegter Zettel deutlich werden lässt, dass der Absender mit dem Mörder identisch ist und dieser sich bei ihr bedankt, habe ihr Spruch doch dazu geführt, dass der Mörder unbehelligt bleibt. Cardillac wird ins Schloss gerufen. Zunächst ist er glücklich, sein Diadem zurückzuerhalten, drängt es jedoch anschließend der Scuderi auf, als Frau von Maintenon bei seinem Freudenausbruch einen Lachanfall bekommt. Da Cardillac sein Geschenk schon kurze Zeit später bereut und Anzeichen von Wahn zeigt, passt Olivier die Scuderi ab und bittet sie, das Geschenk an Cardillac zurückzugeben. Edelmann Miossens wiederum gibt bei Cardillac ein Geschmeide für seine Geliebte St. Croix in Auftrag und nach langem Zögern stellt Cardillac das Schmuckstück her. Olivier kann ihn nicht davon abhalten, erneut vermummt auf seinen Rachefeldzug zu gehen, doch erweist sich Miossens als stärker: Er ersticht Cardillac. Der herbeigeeilte Olivier nimmt Cardillacs Waffe an sich und schleppt den sterbenden Cardillac zurück in die Goldschmiedewerkstatt. Hier stirbt Cardillac, nachdem er Olivier noch einmal an den Schwur erinnert hat. Das Hausmädchen Cardillacs schlägt Alarm. Bei Olivier wird die Waffe gefunden und er wird verhaftet. Auch die aufgebrachte Madelon soll inhaftiert werden, doch stellt die Scuderi sie im Trubel unter ihren persönlichen Schutz.
Bald schon erkennt die Scuderi, dass Cardillac der Mörder sein muss. Sie konfrontiert Olivier mit der Erkenntnis und der sieht sich nun nicht mehr an seinen Schwur gebunden. Er offenbart ihr die ganze Geschichte, und die Scuderi wiederum wendet sich in der Sache an den König selbst. Da Miossens, der Olivier kurz nach dem Mord an Cardillac noch als Zeugen angerufen hat, aus Angst vor der Polizei nicht aussagen will, kann er Olivier nicht entlasten. Der jedoch beschreibt dem Minister Louvois, wo er das geheime Versteck Cardillacs findet, und dieser bestätigt dem König die damit bewiesene Unschuld Oliviers. Auf Bitte der Scuderi hin wird Olivier freigelassen, der Name des Täters Cardillac jedoch verschwiegen, um Madelons Zukunft nicht zu zerstören. Am Ende überbringt die Scuderi dem von Cardillac vorgesehenen Kloster das Diadem für die Jungfrau Maria und verabschiedet anschließend Madelon und Olivier, die gemeinsam den Ort verlassen.

## Produktion
Das Fräulein von Scuderi war einer von mehreren Spielfilmen, die die DEFA in Co-Produktion mit der schwedischen Pandora-Film drehte. „Der ostzonalen Defa ist es gelungen, eine weitere Koproduktion mit einem westlichen Land abzuschließen“, schrieb Der Spiegel aus diesem Anlass 1955. Erstmals hatte die DEFA 1954 bei Leuchtfeuer mit der Pandora zusammengearbeitet. Zustande gekommen war die Produktion durch Vermittlung des Produzenten der bundesdeutschen Real-Film, Erich Mehl, dem eine Zusammenarbeit mit der DEFA zuvor vom Bundeswirtschaftsministerium „aus grundsätzlichen Erwägungen“ heraus verboten worden war. Die schwedischen Co-Produktionen waren in Wirklichkeit deutsch-deutsche Filme, die zudem in Schweden nie gezeigt wurden.
Die Dreharbeiten begannen 1954 im Studio Babelsberg in Potsdam-Babelsberg. Für einen einzigen Drehtag am 6. Mai 1955 reiste ein Filmteam nach Schweden zum Dom zu Lund.
Nach Carola Lamberti – Eine vom Zirkus war Das Fräulein von Scuderi die zweite Zusammenarbeit des ehemaligen Stummfilmstars Henny Porten mit der DEFA. Zwar hatte sie einen Vertrag über drei DEFA-Filme abgeschlossen, verstarb jedoch 1960, ohne einen weiteren Film für die DEFA gedreht zu haben. Das Fräulein von Scuderi blieb Portens letzter Film in knapp 50 Jahren Tätigkeit vor der Kamera.
Erich Zander und Hans Poppe schufen die Filmbauten, Walter Schulze-Mittendorf und Vera Mügge entwarfen die umfangreichen Kostüme. Ernst Kunstmann zeichnete für die optischen Spezialeffekte verantwortlich. Die Produktionsleitung lag in den Händen von Werner Dau.
Das Fräulein von Scuderi wurde beim Internationalen Filmfestival von Locarno (9. bis 21. Juli 1955) erstmals vorgestellt. Am 29. Juli 1955 erlebte er im Berliner Kino Babylon und dem DEFA-Filmtheater Kastanienallee seine deutsche Premiere. Am 24. November 1955 kam der Film unter dem Titel Die Schätze des Teufels in die bundesdeutschen Kinos (Premiere in Wiesbaden) und wurde am 21. Januar 1969 erstmals auf DFF 1 im Fernsehen der DDR gezeigt.
Die Novelle war bereits 1919 von Gottfried Hacker und Karl Frey als Stummfilm verfilmt worden. 1950 hatte Paul Martin Motive der Hoffmann-Novelle in seinem Film Die tödlichen Träume verarbeitet. 1968 verfilmte Edgar Reitz denselben Stoff in der Bundesrepublik unter dem Titel Cardillac neu.

## Kritik
Die zeitgenössische Kritik lobte den Film als „saubere[n], künstlerisch in jedem Bezug ordentliche[n] Film“. Karl-Eduard von Schnitzler kritisierte jedoch Auslassungen und Hinzufügungen im Gegensatz zur literarischen Vorlage, so sei aus dem Selbstherrscher Louis XIV. ein „gutmütiger, gemütlicher Biedermann und Landesvater geworden“.
„Eine durchschnittliche Literaturverfilmung, relativ arm an Stimmung, Spannung und Poesie“, befand der film-dienst.